# Paspalum fasciculatum
Paspalum fasciculatum là một loài thực vật có hoa trong họ Hòa thảo. Loài này được Willd. ex Flüggé mô tả khoa học đầu tiên năm 1810.